# Pale of Calais
Il Pale of Calais (in francese medio Calaisis) è una regione storica della Francia che fu controllata dal Regno d'Inghilterra dal 1346 fino al 1558. La parola pale indicava una giurisdizione, un territorio sottoposto a controllo (solitamente in terra straniera, come il Pale irlandese) e potrebbe derivare dal latino palus "palo" con significato di "palizzata, territorio chiuso". La Francia recuperò la regione dopo l'assedio di Calais del 1558.

## Storia
Calais cadde in mano inglese dopo la battaglia di Crécy e in seguito all'assedio.
Nel 1360 con la firma del trattato di Brétigny, il re Edoardo III d'Inghilterra smise di rivendicare come suo il trono francese, in cambio entrò in possesso dell'Aquitania e di un'area posta attorno alla città di Calais, già conquistata dagli inglesi alcuni anni prima. Questa zona prese il nome di Pale of Calais e comprendeva gli attuali comuni di:
- Andres,
- Balinghem,
- Bonningues-lès-Calais,
- Calais,
- Campagne-lès-Guines,
- Coquelles,
- Coulogne,
- Fréthun,
- Guemps,
- Guînes,
- Hames-Boucres,
- Hervelinghen,
- Marck,
- Nielles-lès-Calais,
- Nouvelle-Église,
- Offekerque,
- Oye-Plage,
- Peuplingues,
- Pihen-lès-Guînes,
- Sangatte,
- Saint-Tricat,
- Vieille-Église e
- Saint-Pierre-lès-Calais (Parte di Calais dal 1885).

In realtà l'area di competenza inglese è difficile da individuare, perché i confini non erano ben chiari a causa dei molti canali e acquitrini allora esistenti, dunque erano variabili. L'estensione era di circa 52 km² e andava da Gravelines a Wissant. Inoltre i francesi reclamavano di continuo il territorio, specialmente quello sud-occidentale.
Al termine della guerra dei cent'anni nel 1453, era l'ultimo presidio inglese sul suolo francese. Venne riconquistata dai francesi, guidati da Francesco I di Guisa nel 1558, dopo 211 anni di dominazione inglese.

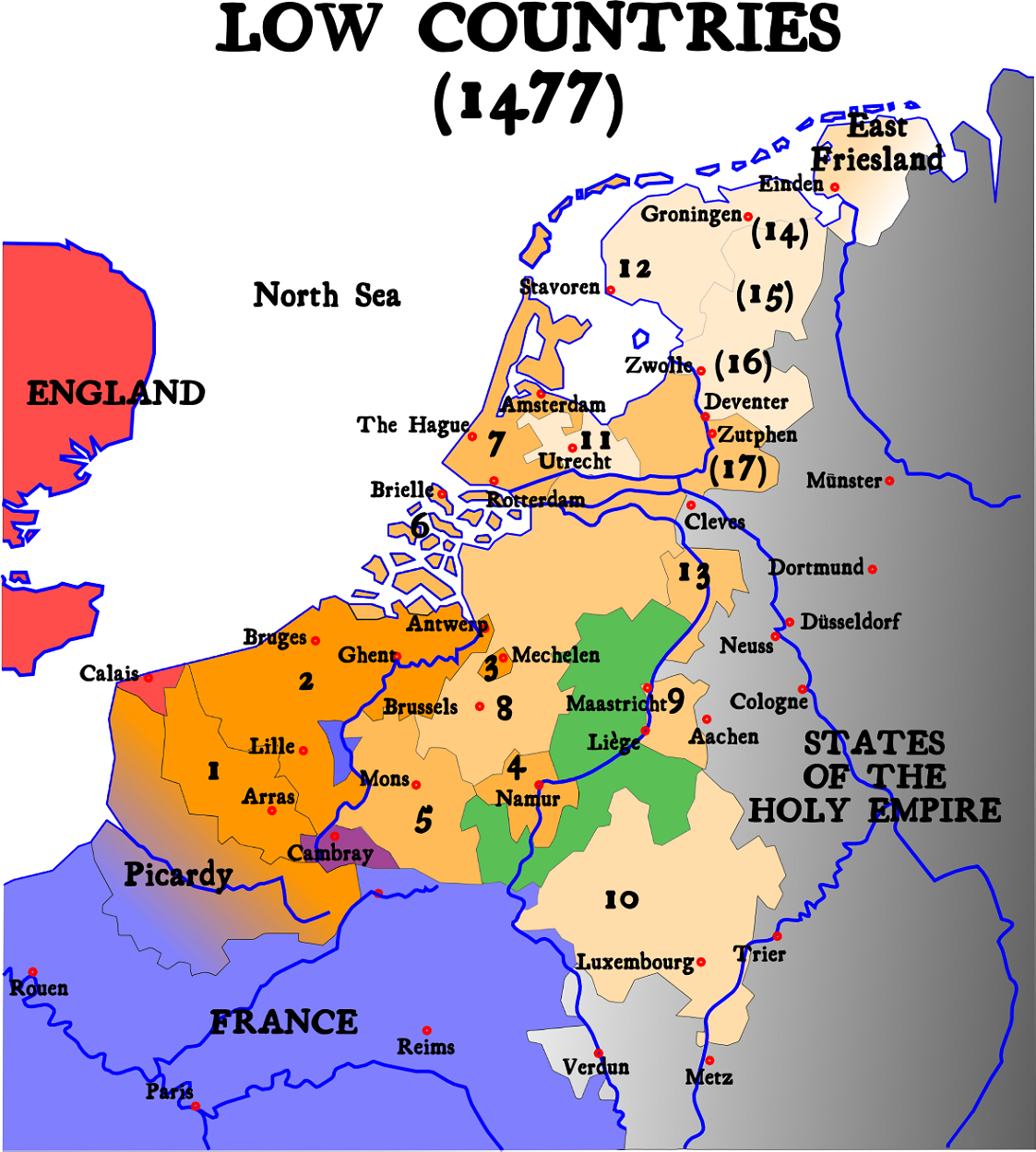
Mappa del Pale of Calais e degli stati confinanti.